# 18F flutemetamol
Il flutemetamol (18F) (nome commerciale: Vizamyl) è un radiofarmaco utilizzato per la tomografia ad emissione di positroni (PET) del cervello. È usato per diagnosticare la malattia di Alzheimer e altre cause di declino cognitivo mediante PET cerebrale.
Il flutemetamol (18F) è un radiotracciante che contiene il radionuclide fluoro-18, un medicinale solo per uso diagnostico il cui effetto scompare dopo 24 ore dopo l'assunzione. Utilizzato per rilevare l'aggregazione di betamiloide nel cervello, in combinazione con una valutazione clinica per la malattia di Alzheimer, è in grado di correlare oltre il 90% dei pazienti con questa patologia.
L'esame è in genere richiesto da medici con esperienza nella gestione delle patologie neurodegenerative.

## Effetti collaterali
Gli effetti collaterali includono: mal di testa, nausea, vertigini, vampate di calore e aumento della pressione sanguigna.

## Meccanismo di azione
Dopo essere stata somministrata per via endovenosa, la sostanza si accumula nelle placche di betamiloide nel cervello del paziente, che diventano così visibili tramite la tomografia a emissione di positroni (PET).

## Produzione e distribuzione
Il 18F flutemetamolo può essere prodotto in cinque o sei ore. Viene quindi sottoposto a un controllo di qualità e subito dopo è pronto per essere distribuito. Il prodotto deve essere utilizzato entro un certo periodo di tempo per ottenere la massima efficacia. A causa della finestra temporale limitata, il flutemetamol non è prodotto a scorta (make-to-stock), ma solo su ordinazione (make-to-order).
Il flutemetamol viene generalmente somministrato per via endovenosa in dosi da 1 a 10 ml. Negli Stati Uniti il costo medio delle scansioni PET senza copertura assicurativa è di circa 3.000 dollari. Attualmente il programma Medicare non copre l'uso di agenti per l'imaging della betamiloide, tranne che per le sperimentazioni cliniche. Per questo motivo, il mercato del flutemetamolo è ridotto.

## Storia
Il flutemetamolo fu approvato per la prima volta negli Stati Uniti dalla Food and Drug Administration (FDA) nel 2013 per uso endovenoso.

### Trial clinici
Sono stati condotti due studi clinici sul flutemetamolo (18 F). Il primo ha confrontato le scansioni PET di pazienti terminali con flutemetamolo con valutazioni standard di verità post mortem della densità delle placche neuritiche della corteccia cerebrale. Il secondo studio ha valutato la riproducibilità intra-reader delle scansioni PET utilizzando flutemetamol.

### Studio clinico di fase 1
Dei 176 pazienti sottoposti a imaging in questo studio, l'età media era di 82 anni; 57 pazienti erano di sesso femminile. La PET iniziale con flutemetamol ha dato 43 risultati positivi e 25 negativi per lo stato amiloidale del cortisolo nel cervello. 69 dei pazienti iniziali sono deceduti entro 13 mesi dalla PET con flutemetamol. L'autopsia di 67 di questi pazienti ha determinato la categoria di densità globale delle placche neuritiche cerebrali. Di questi 67 pazienti, 41 erano positivi e 26 negativi. Questi risultati sono correlati alla scansione pre-mortem.

### Studio clinico di fase 2
Il secondo studio clinico ha coinvolto 276 soggetti con un'età media di 72 anni. Lo studio ha misurato l'efficacia di un programma elettronico per l'interpretazione delle immagini del flutemetamol, utilizzando le scansioni PET dello studio di fase 1 con altri soggetti affetti da una varietà di disturbi cognitivi. I risultati finali hanno raggiunto il tasso di successo prestabilito con una statistica kappa di Fleiss di 0,83.